# مذبحة فوكايا

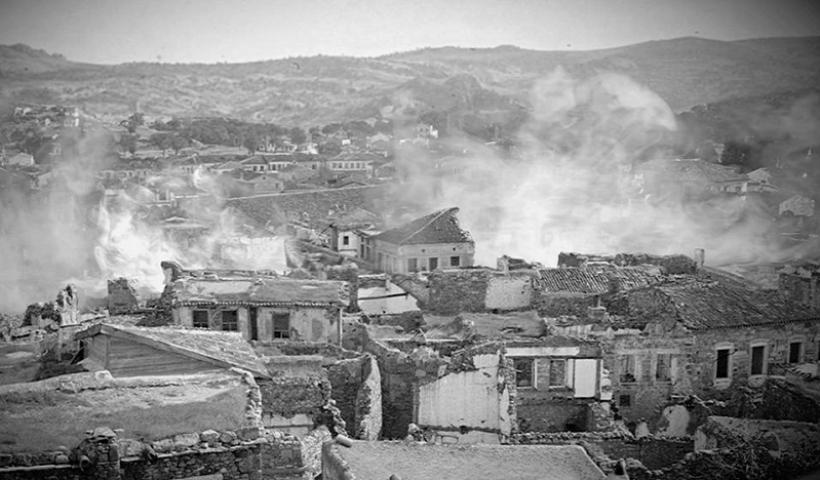

وقعت مذبحة فوكايا (باليونانية: Η Σφαγή της Φώκαιας)‏ في يونيو من عام 1914، كجزء من سياسات التطهير العرقي للدولة العثمانية. ارتكبت عصابات تركية غير نظامية هذه المجزرة بحق بلدة فوكايا ذات الأغلبية الإثنية اليونانية (المعروفة اليوم باسم فوتشا)، على الساحل الشرقي لبحر إيجه. كانت المذبحة جزءًا من حملة الإبادة الجماعية اليونانية الأوسع التي شنتها سلطات تركيا الفتاة، والتي تضمنت المقاطعة والتخويف والترحيل القسري والقتل الجماعي؛ اعتُبرت إحدى هجمات صيف عام 1914 الأسوأ على الإطلاق.

## خلفية
كانت الدولة العثمانية بحلول عام 1914 قد خرجت لتوها من حروب البلقان الكارثية، التي فقدت فيها معظم أراضيها الأوروبية -باستثناء تراقيا الشرقية- لصالح عصبة البلقان المسيحية. لجأ عشرات الآلاف من مسلمي البلقان إلى الدولة العثمانية.
تصاعدت في الوقت نفسه التوترات مع مملكة اليونان حول ملكية جزر شمال شرق بحر إيجه، التي استولت عليها اليونان خلال حروب البلقان. قررت الدول الكبرى في فبراير من عام 1914 أن تحتفظ اليونان بمعظم هذه الجزر، الأمر الذي رفضته الحكومة العثمانية. نشب سباق بحري بين اليونان والدولة العثمانية كنتيجة لما سبق، مع ظهور تهديدات بالحرب لحسم قضية الجزر. أصبح السكان اليونانيون المتواجدون في الدولة العثمانية هدفًا لحكومة تركيا الفتاة العثمانية في ظل هذه الظروف، من خلال شن الحكومة لحملة صحفية ضدهم، ووضع قيود على استقلالية مؤسساتهم التعليمية، وفرض الخدمة العسكرية عليهم، بالإضافة إلى ظهور تدابير مالية مختلفة، ليبلغ الأمر ذروته من خلال مقاطعة الشركات التي يملكها اليونانيون.
بدأت قيادة الأتراك الشباب في تنفيذ سياسات التطهير العرقي في ربيع عام 1914، وقد استهدفت المجتمعات اليونانية في منطقة بحر إيجه في الأناضول وتراقيا الشرقية، التي تعرضت للمقاطعة والترهيب ولهجمات القوات غير النظامية، بالإضافة إلى المذبحة. سمحت الفرصة لبعض المجتمعات بتجنب الموت من خلال اضطرارهم التحول إلى الإسلام. كان هناك نحو ثمانية إلى عشرة آلاف عنصرًا من القوات غير النظامية المسلحة (باشبوزق) -الذين شكلوا جزءًا من حملة قيادة الأتراك الشباب-  في ولاية آيدين على ساحل بحر إيجة في الأناضول. مولت الدولة العثمانية هذه الجماعات وأدارتها، وذلك وفقًا لما ورد في أحد التقارير التي قدمها ألفريد فان دي زي، القنصل الدنماركي في منطقة سميرنا القريبة من منطقة الأحداث.